# Serie A2 2013-2014 (calcio a 5)
Il campionato di Serie A2 2013-2014 è stata la 16ª edizione della categoria. La stagione regolare si è svolta tra il 5 ottobre 2013 e il 12 aprile 2014, prolungandosi fino al 24 maggio con la disputa delle partite di spareggio. Nonostante il numero di promozioni e retrocessioni della scorsa edizione fosse stato calibrato per riportare il numero di partecipanti da 24 a 28, a seguito di alcune rinunce l'organico è aumentato di due sole unità, dando luogo a due inediti gironi a tredici squadre. Proseguendo nella direzione intrapresa la scorsa edizione, è stato confermato inalterato il meccanismo di promozione, play-off, play-out e retrocessione.

## Partecipanti
Rispetto a quanto decretato dal campo nella stagione precedente, nell'elenco delle società partecipanti sono presenti alcuni vuoti. Oltre al neopromosso Atletico Arzignano-Cornedo (scioltosi) e al Loreto Aprutino (iscrittosi in serie C1), non si iscrivono alcune società storiche del calcio a 5 quali CUS Chieti (iscrittosi in serie C2), Sport Five Putignano, Venezia (scioltesi) e Verona (attivo nel solo settore giovanile e scolastico), da oltre una decina di anni protagoniste nei massimi campionati nazionali. Al loro posto sono stati ripescati il Città di Sestu vincitore della Coppa Italia di serie B, il Fabrizio (espressione dell'omonima frazione di Corigliano Calabro), la Tridentina (prima società del Trentino-Alto Adige a prendere parte un campionato di serie A2) e il Viagrande, tutti all'esordio assoluto nella categoria. Quest'ultima società durante l'estate ha affiancato alla propria denominazione sociale quella di "Catania Calcio a 5", spostando il proprio campo di gioco nel capoluogo provinciale (precisamente al Palanitta di Librino) e adottando maglie rosso-azzurre al posto di quelle tradizionali bianco-azzurre.
Il momento di flessione del movimento si riflette anche nella fusione di altre due nobili decadute del calcio a 5: Brillante Roma e Torrino uniscono le forze costituendo un'inedita "Roma Torrino".
Oltre alla compagine capitolina, si registrano cambi di denominazione anche per la Canottieri Belluno, fusasi con l'Atletico Alpago a formare la "Dolomitica Futsal", la Libertas Scanzano che per allargare il proprio bacino di utenza all'intero territorio Metapontino sposta la sede a Policoro e diventa "Libertas Eraclea", la Fuente Foggia che dopo il campo da gioco sposta anche la sede sociale a Lucera diventando "Fuente Lucera" oltre alle già citate Tridentina (ex "HDI Assicurazioni Trento") e Città di Sestu (ex "Paolo Agus Calcio a 5"). Rispetto a tutte le edizioni precedenti, quella corrente è distribuita geograficamente in maniera più uniforme con addirittura quindici regioni rappresentate: solo Abruzzo, Campania, Liguria, Toscana e Umbria non presentano al via alcuna formazione.

## Avvenimenti

### Sorteggio calendari
Il sorteggio dei calendari dei due gironi si è tenuto il 14 agosto. Nel girone A, il cammino del Cagliari (a maggio sconfitto nella finale dei play-off dal Napoli S.M.S.) inizia da Lecco; impegni esterni anche per Aosta (a Forlì) e Reggiana (a Belluno). Debutterà tra le mura amiche la New Team (contro la neopromossa Tridentina). La prima squadra a osservare il turno di riposo sarà il Gruppo Fassina, l'ultima sarà il Cagliari. Nel girone B, tre sfide tra neopromosse all'esordio: Aesernia-Libertas Eraclea, Odissea 2000 Rossano-Orte e Viagrande-Fabrizio. Debutto esterno (ad Acireale) per la neonata Roma Torrino Futsal, Augusta in casa della Fuente Lucera, Potenza in casa col Salinis. Il Latina entrerà in scena nella seconda giornata; l'Orte, invece, riposerà per ultima.

### Soste
- 8 febbraio (Campionato Europeo - Belgio)
- 8 marzo (Final Eight Coppa Italia Serie A2)

## Girone A

### Classifica[4]
|  | Pos. | Squadra        | Pt | G  | V  | N | P  | GF  | GS  | DR  |
|  | ---- | -------------- | -- | -- | -- | - | -- | --- | --- | --- |
|  | 1.   | New Team FVG   | 59 | 24 | 19 | 2 | 3  | 138 | 81  | +57 |
|  | 2.   | Sestu          | 54 | 24 | 17 | 3 | 4  | 97  | 54  | +43 |
|  | 3.   | PesaroFano     | 53 | 24 | 16 | 5 | 3  | 110 | 64  | +46 |
|  | 4.   | Cagliari       | 51 | 24 | 16 | 3 | 5  | 110 | 70  | +40 |
|  | 5.   | Forlì          | 37 | 24 | 11 | 4 | 9  | 91  | 83  | +8  |
|  | 6.   | Aosta          | 36 | 24 | 11 | 3 | 10 | 92  | 90  | +2  |
|  | 7.   | Carmagnola     | 34 | 24 | 9  | 7 | 8  | 68  | 60  | +8  |
|  | 8.   | Reggiana       | 33 | 24 | 10 | 3 | 11 | 79  | 91  | -12 |
|  | 9.   | Gruppo Fassina | 32 | 24 | 9  | 5 | 10 | 88  | 73  | +15 |
|  | 10.  | Lecco          | 27 | 24 | 9  | 0 | 15 | 77  | 93  | -16 |
|  | 11.  | Tridentina     | 14 | 24 | 4  | 2 | 18 | 66  | 99  | -33 |
|  | 12.  | Toniolo Milano | 13 | 24 | 4  | 1 | 19 | 73  | 138 | -65 |
|  | 13.  | Belluno        | 5  | 24 | 1  | 2 | 21 | 45  | 138 | -93 |

### Verdetti[5]
- New Team FVG e, dopo i play-off, Sestu promosse in Serie A 2014-15.
- Dolomitica retrocessa in Serie B 2014-15.
- Toniolo Milano retrocesso dopo i play-out, successivamente ripescato a completamento dell'organico.
- New Team FVG, Reggiana e Tridentina (scioglimento) non iscritte ai campionati di competenza.

### Statistiche
- Maggior numero di vittorie: New Team (19)
- Minor numero di vittorie: Dolomitica (1)
- Maggior numero di pareggi: Carmagnola (7)
- Minor numero di pareggi: Lecco (0)
- Maggior numero di sconfitte: Dolomitica (21)
- Minor numero di sconfitte: New Team e PesaroFano (3)
- Miglior attacco: New Team (138)
- Peggior attacco: Dolomitica (45)
- Miglior difesa: Sestu (54)
- Peggior difesa: Dolomitica e Toniolo Milano (138)
- Miglior differenza reti: New Team (+57)
- Peggior differenza reti: Dolomitica (-93)
- Miglior serie positiva: New Team (12)
- Maggior numero di vittorie consecutive: Sestu (9)
- Maggior numero di sconfitte consecutive: Dolomitica (13)
- Partita con maggiore scarto di gol: Dolomitica-Cagliari 2-12 e Gruppo Fassina-Toniolo Milano 10-0 (10)
- Partita con più reti: New Team-Toniolo Milano 12-5 (17)
- Maggior numero di reti in una giornata: 5ª (66)
- Minor numero di reti in una giornata: 7ª (28)

### Classifica marcatori
| Gol |  |  | Giocatore          | Squadra        |
| --- |  |  | ------------------ | -------------- |
| 33  |  |  | Rodrigo Teixeira   | New Team FVG   |
| 32  |  |  | Eduardo Costa      | Reggiana       |
| 31  |  |  | Mirko Antonietti   | Lecco          |
| 27  |  |  | Jonatas Melo       | PesaroFano     |
| 23  |  |  | Bruno Cavalli      | Cagliari       |
| 23  |  |  | Cristiano Fusari   | Tridentina     |
| 23  |  |  | Lucas Vizonan      | Forlì          |
| 22  |  |  | Roald Halimi       | New Team FVG   |
| 22  |  |  | Eduardo Napolitano | Gruppo Fassina |
| 21  |  |  | Kristjan Čujec     | New Team FVG   |
| 20  |  |  | Nico Sgolastra     | PesaroFano     |
| 19  |  |  | Massimo Nurchi     | Sestu          |
| 19  |  |  | Rudinei Tres       | PesaroFano     |
| 19  |  |  | Ricardo Zanella    | Carmagnola     |
| 18  |  |  | Rok Mordej         | New Team FVG   |
| 18  |  |  | Felipe Tonidandel  | PesaroFano     |

### Calendario e risultati
| andata | andata                 | 1ª giornata           | ritorno (14ª) | ritorno (14ª) |
|        |                        |                       |               |               |
| 5 ott. | 1-2                    | Lecco-Cagliari        | 3-5           | 3 gen.        |
| 5 ott. | 2-2                    | Carmagnola-PesaroFano | 4-4           | 4 gen.        |
| 5 ott. | 2-6                    | Dolomitica-Reggiana   | 1-3           | 4 gen.        |
| 5 ott. | 3-2                    | Forlì-Aosta           | 2-3           | 4 gen.        |
| 5 ott. | 6-4                    | New Team-Tridentina   | 5-2           | 4 gen.        |
| 5 ott. | 5-1                    | Sestu-Toniolo Milano  | 5-2           | 4 gen.        |
| 5 ott. | riposa: Gruppo Fassina |                       |               | 4 gen.        |

| andata  | andata             | 2ª giornata               | ritorno (15ª) | ritorno (15ª) |
|         |                    |                           |               |               |
| 12 ott. | 6-5                | Aosta-Lecco               | 1-6           | 11 gen.       |
| 12 ott. | 3-6                | Cagliari-Sestu            | 5-5           | 11 gen.       |
| 12 ott. | 4-7                | Gruppo Fassina-New Team   | 5-8           | 11 gen.       |
| 12 ott. | 3-0                | Reggiana-Forlì            | 3-4           | 11 gen.       |
| 12 ott. | 0-4                | Toniolo Milano-Carmagnola | 2-3           | 11 gen.       |
| 12 ott. | 3-3                | Tridentina-Dolomitica     | 4-1           | 11 gen.       |
| 12 ott. | riposa: PesaroFano |                           |               | 11 gen.       |

| andata | andata                 | 1ª giornata           | ritorno (14ª) | ritorno (14ª) |
|        |                        |                       |               |               |
| 5 ott. | 1-2                    | Lecco-Cagliari        | 3-5           | 3 gen.        |
| 5 ott. | 2-2                    | Carmagnola-PesaroFano | 4-4           | 4 gen.        |
| 5 ott. | 2-6                    | Dolomitica-Reggiana   | 1-3           | 4 gen.        |
| 5 ott. | 3-2                    | Forlì-Aosta           | 2-3           | 4 gen.        |
| 5 ott. | 6-4                    | New Team-Tridentina   | 5-2           | 4 gen.        |
| 5 ott. | 5-1                    | Sestu-Toniolo Milano  | 5-2           | 4 gen.        |
| 5 ott. | riposa: Gruppo Fassina |                       |               | 4 gen.        |

| andata  | andata             | 2ª giornata               | ritorno (15ª) | ritorno (15ª) |
|         |                    |                           |               |               |
| 12 ott. | 6-5                | Aosta-Lecco               | 1-6           | 11 gen.       |
| 12 ott. | 3-6                | Cagliari-Sestu            | 5-5           | 11 gen.       |
| 12 ott. | 4-7                | Gruppo Fassina-New Team   | 5-8           | 11 gen.       |
| 12 ott. | 3-0                | Reggiana-Forlì            | 3-4           | 11 gen.       |
| 12 ott. | 0-4                | Toniolo Milano-Carmagnola | 2-3           | 11 gen.       |
| 12 ott. | 3-3                | Tridentina-Dolomitica     | 4-1           | 11 gen.       |
| 12 ott. | riposa: PesaroFano |                           |               | 11 gen.       |

| andata  | andata           | 3ª giornata               | ritorno (16ª) | ritorno (16ª) |
|         |                  |                           |               |               |
| 19 ott. | 3-3              | Carmagnola-Gruppo Fassina | 1-4           | 18 gen.       |
| 19 ott. | 2-7              | Dolomitica-Aosta          | 1-2           | 18 gen.       |
| 19 ott. | 6-3              | Forlì-Cagliari            | 1-5           | 18 gen.       |
| 19 ott. | 5-3              | Lecco-Toniolo Milano      | 4-3           | 18 gen.       |
| 19 ott. | 0-3              | Sestu-PesaroFano          | 0-1           | 18 gen.       |
| 19 ott. | 2-3              | Tridentina-Reggiana       | 3-4           | 18 gen.       |
| 19 ott. | riposa: New Team |                           |               | 18 gen.       |

| andata  | andata             | 4ª giornata               | ritorno (17ª) | ritorno (17ª) |
|         |                    |                           |               |               |
| 25 ott. | 7-3                | Cagliari-Reggiana         | 4-5           | 25 gen.       |
| 26 ott. | 3-1                | Aosta-Tridentina          | 5-2           | 25 gen.       |
| 26 ott. | 4-0                | Gruppo Fassina-Lecco      | 2-4           | 25 gen.       |
| 26 ott. | 3-2                | New Team-Sestu            | 5-3           | 25 gen.       |
| 26 ott. | 6-1                | PesaroFano-Forlì          | 5-5           | 25 gen.       |
| 26 ott. | 5-3                | Toniolo Milano-Dolomitica | 1-3           | 25 gen.       |
| 26 ott. | riposa: Carmagnola |                           |               | 25 gen.       |

| andata  | andata           | 3ª giornata               | ritorno (16ª) | ritorno (16ª) |
|         |                  |                           |               |               |
| 19 ott. | 3-3              | Carmagnola-Gruppo Fassina | 1-4           | 18 gen.       |
| 19 ott. | 2-7              | Dolomitica-Aosta          | 1-2           | 18 gen.       |
| 19 ott. | 6-3              | Forlì-Cagliari            | 1-5           | 18 gen.       |
| 19 ott. | 5-3              | Lecco-Toniolo Milano      | 4-3           | 18 gen.       |
| 19 ott. | 0-3              | Sestu-PesaroFano          | 0-1           | 18 gen.       |
| 19 ott. | 2-3              | Tridentina-Reggiana       | 3-4           | 18 gen.       |
| 19 ott. | riposa: New Team |                           |               | 18 gen.       |

| andata  | andata             | 4ª giornata               | ritorno (17ª) | ritorno (17ª) |
|         |                    |                           |               |               |
| 25 ott. | 7-3                | Cagliari-Reggiana         | 4-5           | 25 gen.       |
| 26 ott. | 3-1                | Aosta-Tridentina          | 5-2           | 25 gen.       |
| 26 ott. | 4-0                | Gruppo Fassina-Lecco      | 2-4           | 25 gen.       |
| 26 ott. | 3-2                | New Team-Sestu            | 5-3           | 25 gen.       |
| 26 ott. | 6-1                | PesaroFano-Forlì          | 5-5           | 25 gen.       |
| 26 ott. | 5-3                | Toniolo Milano-Dolomitica | 1-3           | 25 gen.       |
| 26 ott. | riposa: Carmagnola |                           |               | 25 gen.       |

| andata | andata             | 5ª giornata          | ritorno (18ª) | ritorno (18ª) |
|        |                    |                      |               |               |
| 2 nov. | 3-4                | Carmagnola-New Team  | 1-4           | 1 feb.        |
| 2 nov. | 2-12               | Dolomitica-Cagliari  | 3-7           | 1 feb.        |
| 2 nov. | 9-2                | Forlì-Toniolo Milano | 6-4           | 1 feb.        |
| 2 nov. | 7-5                | Lecco-PesaroFano     | 0-3           | 1 feb.        |
| 2 nov. | 3-7                | Reggiana-Aosta       | 1-1           | 1 feb.        |
| 2 nov. | 7-5                | Sestu-Gruppo Fassina | 1-1           | 31 gen.       |
| 2 nov. | riposa: Tridentina |                      |               | 31 gen.       |

| andata | andata        | 6ª giornata                 | ritorno (19ª) | ritorno (19ª) |
|        |               |                             |               |               |
| 8 nov. | 6-2           | Cagliari-Tridentina         | 6-2           | 15 feb.       |
| 9 nov. | 2-3           | Carmagnola-Sestu            | 1-1           | 15 feb.       |
| 9 nov. | 7-0           | Gruppo Fassina - Dolomitica | 3-3           | 15 feb.       |
| 9 nov. | 5-4           | New Team-Forlì              | 5-5           | 15 feb.       |
| 9 nov. | 3-1           | PesaroFano-Reggiana         | 7-3           | 15 feb.       |
| 9 nov. | 4-11          | Toniolo Milano-Aosta        | 2-8           | 15 feb.       |
| 9 nov. | riposa: Lecco |                             |               | 15 feb.       |

| andata | andata             | 5ª giornata          | ritorno (18ª) | ritorno (18ª) |
|        |                    |                      |               |               |
| 2 nov. | 3-4                | Carmagnola-New Team  | 1-4           | 1 feb.        |
| 2 nov. | 2-12               | Dolomitica-Cagliari  | 3-7           | 1 feb.        |
| 2 nov. | 9-2                | Forlì-Toniolo Milano | 6-4           | 1 feb.        |
| 2 nov. | 7-5                | Lecco-PesaroFano     | 0-3           | 1 feb.        |
| 2 nov. | 3-7                | Reggiana-Aosta       | 1-1           | 1 feb.        |
| 2 nov. | 7-5                | Sestu-Gruppo Fassina | 1-1           | 31 gen.       |
| 2 nov. | riposa: Tridentina |                      |               | 31 gen.       |

| andata | andata        | 6ª giornata                 | ritorno (19ª) | ritorno (19ª) |
|        |               |                             |               |               |
| 8 nov. | 6-2           | Cagliari-Tridentina         | 6-2           | 15 feb.       |
| 9 nov. | 2-3           | Carmagnola-Sestu            | 1-1           | 15 feb.       |
| 9 nov. | 7-0           | Gruppo Fassina - Dolomitica | 3-3           | 15 feb.       |
| 9 nov. | 5-4           | New Team-Forlì              | 5-5           | 15 feb.       |
| 9 nov. | 3-1           | PesaroFano-Reggiana         | 7-3           | 15 feb.       |
| 9 nov. | 4-11          | Toniolo Milano-Aosta        | 2-8           | 15 feb.       |
| 9 nov. | riposa: Lecco |                             |               | 15 feb.       |

| andata  | andata        | 7ª giornata             | ritorno (20ª) | ritorno (20ª) |
|         |               |                         |               |               |
| 16 nov. | 2-4           | Aosta-Cagliari          | 2-5           | 21 feb.       |
| 16 nov. | 3-1           | Forlì-Gruppo Fassina    | 3-5           | 22 feb.       |
| 16 nov. | 1-5           | Lecco-New Team          | 2-6           | 22 feb.       |
| 16 nov. | 3-3           | Reggiana-Toniolo Milano | 5-6           | 22 feb.       |
| 16 nov. | 0-1           | Tridentina-Carmagnola   | 2-3           | 22 feb.       |
| 17 nov. | 2-3           | Dolomitica-PesaroFano   | 2-10          | 22 feb.       |
| 17 nov. | riposa: Sestu |                         |               | 22 feb.       |

| andata  | andata             | 8ª giornata               | ritorno (21ª) | ritorno (21ª) |
|         |                    |                           |               |               |
| 23 nov. | 3-2                | Carmagnola-Forlì          | 4-4           | 1 mar.        |
| 23 nov. | 9-3                | Gruppo Fassina-Aosta      | 4-6           | 1 mar.        |
| 23 nov. | 5-2                | New Team-Reggiana         | 5-5           | 1 mar.        |
| 23 nov. | 2-1                | PesaroFano-Cagliari       | 4-6           | 1 mar.        |
| 23 nov. | 4-2                | Sestu-Lecco               | 5-2           | 1 mar.        |
| 23 nov. | 7-5                | Toniolo Milano-Tridentina | 4-3           | 1 mar.        |
| 23 nov. | riposa: Dolomitica |                           |               | 1 mar.        |

| andata  | andata        | 7ª giornata             | ritorno (20ª) | ritorno (20ª) |
|         |               |                         |               |               |
| 16 nov. | 2-4           | Aosta-Cagliari          | 2-5           | 21 feb.       |
| 16 nov. | 3-1           | Forlì-Gruppo Fassina    | 3-5           | 22 feb.       |
| 16 nov. | 1-5           | Lecco-New Team          | 2-6           | 22 feb.       |
| 16 nov. | 3-3           | Reggiana-Toniolo Milano | 5-6           | 22 feb.       |
| 16 nov. | 0-1           | Tridentina-Carmagnola   | 2-3           | 22 feb.       |
| 17 nov. | 2-3           | Dolomitica-PesaroFano   | 2-10          | 22 feb.       |
| 17 nov. | riposa: Sestu |                         |               | 22 feb.       |

| andata  | andata             | 8ª giornata               | ritorno (21ª) | ritorno (21ª) |
|         |                    |                           |               |               |
| 23 nov. | 3-2                | Carmagnola-Forlì          | 4-4           | 1 mar.        |
| 23 nov. | 9-3                | Gruppo Fassina-Aosta      | 4-6           | 1 mar.        |
| 23 nov. | 5-2                | New Team-Reggiana         | 5-5           | 1 mar.        |
| 23 nov. | 2-1                | PesaroFano-Cagliari       | 4-6           | 1 mar.        |
| 23 nov. | 4-2                | Sestu-Lecco               | 5-2           | 1 mar.        |
| 23 nov. | 7-5                | Toniolo Milano-Tridentina | 4-3           | 1 mar.        |
| 23 nov. | riposa: Dolomitica |                           |               | 1 mar.        |

| andata  | andata        | 9ª giornata             | ritorno (22ª) | ritorno (22ª) |
|         |               |                         |               |               |
| 30 nov. | 3-3           | Aosta-PesaroFano        | 4-6           | 18 mar.       |
| 30 nov. | 3-2           | Cagliari-Toniolo Milano | 5-2           | 15 mar.       |
| 30 nov. | 2-9           | Dolomitica-New Team     | 0-8           | 15 mar.       |
| 30 nov. | 5-1           | Lecco-Carmagnola        | 0-7           | 15 mar.       |
| 30 nov. | 3-1           | Reggiana-Gruppo Fassina | 1-4           | 15 mar.       |
| 30 nov. | 2-5           | Tridentina-Sestu        | 1-3           | 15 mar.       |
| 30 nov. | riposa: Forlì |                         |               | 15 mar.       |

| andata | andata        | 10ª giornata                  | ritorno (23ª) | ritorno (23ª) |
|        |               |                               |               |               |
| 7 dic. | 4-5           | Carmagnola-Reggiana           | 2-4           | 22 mar.       |
| 7 dic. | 10-0          | Gruppo Fassina-Toniolo Milano | 3-2           | 22 mar.       |
| 7 dic. | 3-5           | Lecco-Forlì                   | 2-6           | 22 mar.       |
| 7 dic. | 4-7           | New Team-Cagliari             | 6-3           | 22 mar.       |
| 7 dic. | 8-5           | PesaroFano-Tridentina         | 8-3           | 22 mar.       |
| 7 dic. | 9-0           | Sestu-Dolomitica              | 5-1           | 21 mar.       |
| 7 dic. | riposa: Aosta |                               |               | 21 mar.       |

| andata  | andata        | 9ª giornata             | ritorno (22ª) | ritorno (22ª) |
|         |               |                         |               |               |
| 30 nov. | 3-3           | Aosta-PesaroFano        | 4-6           | 18 mar.       |
| 30 nov. | 3-2           | Cagliari-Toniolo Milano | 5-2           | 15 mar.       |
| 30 nov. | 2-9           | Dolomitica-New Team     | 0-8           | 15 mar.       |
| 30 nov. | 5-1           | Lecco-Carmagnola        | 0-7           | 15 mar.       |
| 30 nov. | 3-1           | Reggiana-Gruppo Fassina | 1-4           | 15 mar.       |
| 30 nov. | 2-5           | Tridentina-Sestu        | 1-3           | 15 mar.       |
| 30 nov. | riposa: Forlì |                         |               | 15 mar.       |

| andata | andata        | 10ª giornata                  | ritorno (23ª) | ritorno (23ª) |
|        |               |                               |               |               |
| 7 dic. | 4-5           | Carmagnola-Reggiana           | 2-4           | 22 mar.       |
| 7 dic. | 10-0          | Gruppo Fassina-Toniolo Milano | 3-2           | 22 mar.       |
| 7 dic. | 3-5           | Lecco-Forlì                   | 2-6           | 22 mar.       |
| 7 dic. | 4-7           | New Team-Cagliari             | 6-3           | 22 mar.       |
| 7 dic. | 8-5           | PesaroFano-Tridentina         | 8-3           | 22 mar.       |
| 7 dic. | 9-0           | Sestu-Dolomitica              | 5-1           | 21 mar.       |
| 7 dic. | riposa: Aosta |                               |               | 21 mar.       |

| andata  | andata           | 11ª giornata              | ritorno (24ª) | ritorno (24ª) |
|         |                  |                           |               |               |
| 14 dic. | 5-4              | Aosta-New Team            | 3-8           | 29 mar.       |
| 14 dic. | 2-6              | Dolomitica-Carmagnola     | 2-5           | 29 mar.       |
| 14 dic. | 3-4              | Forlì-Sestu               | 0-3           | 29 mar.       |
| 14 dic. | 5-8              | Toniolo Milano-PesaroFano | 2-6           | 29 mar.       |
| 14 dic. | 5-4              | Tridentina-Lecco          | 5-2           | 29 mar.       |
| 8 feb.  | 5-2              | Cagliari-Gruppo Fassina   | 3-3           | 29 mar.       |
| 8 feb.  | riposa: Reggiana |                           |               | 29 mar.       |

| andata  | andata                 | 12ª giornata              | ritorno (25ª) | ritorno (25ª) |
|         |                        |                           |               |               |
| 21 dic. | 2-2                    | Carmagnola-Cagliari       | 0-1           | 5 apr.        |
| 21 dic. | 6-1                    | Forlì-Dolomitica          | 6-5           | 5 apr.        |
| 21 dic. | 4-1                    | Gruppo Fassina-Tridentina | 3-1           | 5 apr.        |
| 21 dic. | 6-3                    | Lecco-Reggiana            | 2-3           | 5 apr.        |
| 21 dic. | 3-2                    | New Team-PesaroFano       | 2-5           | 5 apr.        |
| 21 dic. | 5-3                    | Sestu-Aosta               | 4-1           | 5 apr.        |
| 21 dic. | riposa: Toniolo Milano |                           |               | 5 apr.        |

| andata  | andata           | 11ª giornata              | ritorno (24ª) | ritorno (24ª) |
|         |                  |                           |               |               |
| 14 dic. | 5-4              | Aosta-New Team            | 3-8           | 29 mar.       |
| 14 dic. | 2-6              | Dolomitica-Carmagnola     | 2-5           | 29 mar.       |
| 14 dic. | 3-4              | Forlì-Sestu               | 0-3           | 29 mar.       |
| 14 dic. | 5-8              | Toniolo Milano-PesaroFano | 2-6           | 29 mar.       |
| 14 dic. | 5-4              | Tridentina-Lecco          | 5-2           | 29 mar.       |
| 8 feb.  | 5-2              | Cagliari-Gruppo Fassina   | 3-3           | 29 mar.       |
| 8 feb.  | riposa: Reggiana |                           |               | 29 mar.       |

| andata  | andata                 | 12ª giornata              | ritorno (25ª) | ritorno (25ª) |
|         |                        |                           |               |               |
| 21 dic. | 2-2                    | Carmagnola-Cagliari       | 0-1           | 5 apr.        |
| 21 dic. | 6-1                    | Forlì-Dolomitica          | 6-5           | 5 apr.        |
| 21 dic. | 4-1                    | Gruppo Fassina-Tridentina | 3-1           | 5 apr.        |
| 21 dic. | 6-3                    | Lecco-Reggiana            | 2-3           | 5 apr.        |
| 21 dic. | 3-2                    | New Team-PesaroFano       | 2-5           | 5 apr.        |
| 21 dic. | 5-3                    | Sestu-Aosta               | 4-1           | 5 apr.        |
| 21 dic. | riposa: Toniolo Milano |                           |               | 5 apr.        |

| \| andata \| andata \| 13ª giornata \| ritorno (26ª) \| ritorno (26ª) \| \| \| \| \| \| \| \| 28 dic. \| 3-3 \| Aosta-Carmagnola \| 1-3 \| 12 apr. \| \| 28 dic. \| 3-7 \| Dolomitica-Lecco \| 1-4 \| 12 apr. \| \| 28 dic. \| 1-1 \| PesaroFano-Gruppo Fassina \| 5-2 \| 12 apr. \| \| 28 dic. \| 1-3 \| Reggiana-Sestu \| 6-9 \| 12 apr. \| \| 28 dic. \| 6-9 \| Toniolo Milano-New Team \| 5-12 \| 12 apr. \| \| 28 dic. \| 1-1 \| Tridentina-Forlì \| 7-4 \| 12 apr. \| \| 28 dic. \| riposa: Cagliari \| \| \| 12 apr. \| |                  |                           |               |               |
| andata | andata           | 13ª giornata              | ritorno (26ª) | ritorno (26ª) |
| |                  |                           |               |               |
| 28 dic. | 3-3              | Aosta-Carmagnola          | 1-3           | 12 apr.       |
| 28 dic. | 3-7              | Dolomitica-Lecco          | 1-4           | 12 apr.       |
| 28 dic. | 1-1              | PesaroFano-Gruppo Fassina | 5-2           | 12 apr.       |
| 28 dic. | 1-3              | Reggiana-Sestu            | 6-9           | 12 apr.       |
| 28 dic. | 6-9              | Toniolo Milano-New Team   | 5-12          | 12 apr.       |
| 28 dic. | 1-1              | Tridentina-Forlì          | 7-4           | 12 apr.       |
| 28 dic. | riposa: Cagliari |                           |               | 12 apr.       |

| andata  | andata           | 13ª giornata              | ritorno (26ª) | ritorno (26ª) |
|         |                  |                           |               |               |
| 28 dic. | 3-3              | Aosta-Carmagnola          | 1-3           | 12 apr.       |
| 28 dic. | 3-7              | Dolomitica-Lecco          | 1-4           | 12 apr.       |
| 28 dic. | 1-1              | PesaroFano-Gruppo Fassina | 5-2           | 12 apr.       |
| 28 dic. | 1-3              | Reggiana-Sestu            | 6-9           | 12 apr.       |
| 28 dic. | 6-9              | Toniolo Milano-New Team   | 5-12          | 12 apr.       |
| 28 dic. | 1-1              | Tridentina-Forlì          | 7-4           | 12 apr.       |
| 28 dic. | riposa: Cagliari |                           |               | 12 apr.       |

## Girone B

### Classifica[4]
|                                           | Pos. | Squadra         | Pt | G  | V  | N | P  | GF  | GS  | DR  |
| ----------------------------------------- | ---- | --------------- | -- | -- | -- | - | -- | --- | --- | --- |
|                                           | 1.   | Latina          | 62 | 24 | 20 | 2 | 2  | 134 | 64  | +70 |
|                                           | 2.   | Fabrizio        | 58 | 24 | 19 | 1 | 4  | 111 | 57  | +54 |
|                                           | 3.   | Orte            | 58 | 24 | 19 | 1 | 4  | 114 | 63  | +51 |
| Vincitrice della Coppa Italia di Serie A2 | 4.   | Fuente          | 41 | 24 | 12 | 5 | 7  | 82  | 70  | +12 |
|                                           | 5.   | Catania Librino | 38 | 24 | 12 | 2 | 10 | 103 | 89  | +14 |
|                                           | 6.   | Acireale        | 29 | 24 | 9  | 2 | 13 | 98  | 102 | -4  |
|                                           | 7.   | Odissea 2000    | 28 | 24 | 7  | 7 | 10 | 78  | 82  | -4  |
|                                           | 8.   | Aesernia        | 26 | 24 | 7  | 5 | 12 | 74  | 92  | -18 |
|                                           | 9.   | Salinis         | 25 | 24 | 7  | 5 | 12 | 90  | 132 | -42 |
|                                           | 10.  | Scanzano        | 23 | 24 | 6  | 5 | 12 | 72  | 103 | -31 |
|                                           | 11.  | Roma Torrino    | 23 | 24 | 7  | 2 | 15 | 78  | 98  | -20 |
|                                           | 12.  | Augusta         | 20 | 24 | 6  | 2 | 16 | 87  | 113 | -26 |
|                                           | 13.  | Potenza         | 16 | 24 | 5  | 1 | 18 | 68  | 124 | -56 |

### Verdetti[5]
- Latina promosso in Serie A 2014-15.
- Potenza retrocesso in Serie B 2014-15.
- Fabrizio ripescato in Serie A a completamento organico
- Roma Torrino retrocessa dopo i play-out, successivamente ripescato a completamento dell'organico.
- Aesernia, Potenza (scioglimento) e Fuente Lucera (ripartita dalla Serie C1) non iscritte ai campionati di competenza.

### Statistiche
- Maggior numero di vittorie: Latina (20)
- Minor numero di vittorie: Potenza (5)
- Maggior numero di pareggi: Rossano (7)
- Minor numero di pareggi: Fabrizio, Orte e Potenza (1)
- Maggior numero di sconfitte: Potenza (18)
- Minor numero di sconfitte: Latina (2)
- Miglior attacco: Latina (134)
- Peggior attacco: Potenza (68)
- Miglior difesa: Fabrizio (57)
- Peggior difesa: Salinis (132)
- Miglior differenza reti: Latina (+70)
- Peggior differenza reti: Potenza (-56)
- Miglior serie positiva: Latina (18)
- Maggior numero di vittorie consecutive: Catania, Fabrizio e Latina (7)
- Maggior numero di sconfitte consecutive: Potenza (13)
- Partita con maggiore scarto di gol: Salinis-Fabrizio e Potenza-Latina 0-9 (9)
- Partita con più reti: RomaTorrino-Latina 6-9, Augusta-Salinis 7-8 (15)
- Maggior numero di reti in una giornata: 24ª (58)
- Minor numero di reti in una giornata: 15ª (36)

### Classifica marcatori
| Gol |  |  | Giocatore           | Squadra                      |
| --- |  |  | ------------------- | ---------------------------- |
| 46  |  |  | Lucas Maina         | Latina                       |
| 45  |  |  | Conrado Sampaio     | Orte                         |
| 31  |  |  | Rafael Sanna        | Fuente (22) Roma Torrino (9) |
| 28  |  |  | Iuri Scheleski      | Augusta                      |
| 27  |  |  | Arlan Pablo Vieira  | Fabrizio                     |
| 26  |  |  | Marcelinho          | Fabrizio                     |
| 26  |  |  | Gustavo Menini      | Latina                       |
| 25  |  |  | Tadeu Sartori       | Aesernia                     |
| 24  |  |  | Orlando Bidinotti   | Catania Librino              |
| 24  |  |  | Guinho              | Fuente                       |
| 24  |  |  | Cristian Rizzo      | Catania Librino              |
| 23  |  |  | Victor Hugo Caetano | Salinis                      |
| 20  |  |  | Ivan Castrogiovanni | Acireale                     |
| 20  |  |  | Patrick Dipinto     | Scanzano                     |
| 19  |  |  | Luciano Avellino    | Latina                       |
| 19  |  |  | André Siviero       | Fabrizio                     |
| 19  |  |  | Zé Renato           | Augusta                      |

### Calendario e risultati
| andata | andata         | 1ª giornata               | ritorno (14ª) | ritorno (14ª) |
|        |                |                           |               |               |
| 5 ott. | 3-2            | Acireale-RomaTorrino      | 0-6           | 4 gen.        |
| 5 ott. | 6-0            | Aesernia-Libertas Eraclea | 3-4           | 4 gen.        |
| 5 ott. | 3-6            | Catania-Fabrizio          | 2-3           | 4 gen.        |
| 5 ott. | 6-3            | Fuente Lucera-Augusta     | 5-3           | 4 gen.        |
| 5 ott. | 3-3            | Potenza-Salinis           | 5-8           | 4 gen.        |
| 5 ott. | 4-5            | Rossano-Orte              | 0-4           | 4 gen.        |
| 5 ott. | riposa: Latina |                           |               | 4 gen.        |

| andata  | andata          | 2ª giornata              | ritorno (15ª) | ritorno (15ª) |
|         |                 |                          |               |               |
| 12 ott. | 6-6             | Augusta-Aesernia         | 2-4           | 11 gen.       |
| 12 ott. | 5-1             | Fabrizio-Fuente Lucera   | 2-4           | 11 gen.       |
| 12 ott. | 4-7             | Latina-Rossano           | 5-2           | 11 gen.       |
| 12 ott. | 5-1             | Libertas Eraclea-Potenza | 3-2           | 11 gen.       |
| 12 ott. | 4-2             | Orte-Acireale            | 5-3           | 11 gen.       |
| 12 ott. | 1-5             | RomaTorrino-Catania      | 2-2           | 11 gen.       |
| 12 ott. | riposa: Salinis |                          |               | 11 gen.       |

| andata | andata         | 1ª giornata               | ritorno (14ª) | ritorno (14ª) |
|        |                |                           |               |               |
| 5 ott. | 3-2            | Acireale-RomaTorrino      | 0-6           | 4 gen.        |
| 5 ott. | 6-0            | Aesernia-Libertas Eraclea | 3-4           | 4 gen.        |
| 5 ott. | 3-6            | Catania-Fabrizio          | 2-3           | 4 gen.        |
| 5 ott. | 6-3            | Fuente Lucera-Augusta     | 5-3           | 4 gen.        |
| 5 ott. | 3-3            | Potenza-Salinis           | 5-8           | 4 gen.        |
| 5 ott. | 4-5            | Rossano-Orte              | 0-4           | 4 gen.        |
| 5 ott. | riposa: Latina |                           |               | 4 gen.        |

| andata  | andata          | 2ª giornata              | ritorno (15ª) | ritorno (15ª) |
|         |                 |                          |               |               |
| 12 ott. | 6-6             | Augusta-Aesernia         | 2-4           | 11 gen.       |
| 12 ott. | 5-1             | Fabrizio-Fuente Lucera   | 2-4           | 11 gen.       |
| 12 ott. | 4-7             | Latina-Rossano           | 5-2           | 11 gen.       |
| 12 ott. | 5-1             | Libertas Eraclea-Potenza | 3-2           | 11 gen.       |
| 12 ott. | 4-2             | Orte-Acireale            | 5-3           | 11 gen.       |
| 12 ott. | 1-5             | RomaTorrino-Catania      | 2-2           | 11 gen.       |
| 12 ott. | riposa: Salinis |                          |               | 11 gen.       |

| andata  | andata          | 3ª giornata               | ritorno (16ª) | ritorno (16ª) |
|         |                 |                           |               |               |
| 19 ott. | 4-5             | Acireale-Latina           | 2-8           | 18 gen.       |
| 19 ott. | 3-4             | Aesernia-Fabrizio         | 0-4           | 18 gen.       |
| 19 ott. | 3-6             | Catania-Orte              | 1-6           | 18 gen.       |
| 19 ott. | 3-0             | Fuente Lucera-RomaTorrino | 4-5           | 18 gen.       |
| 19 ott. | 8-4             | Libertas Eraclea-Augusta  | 3-3           | 18 gen.       |
| 19 ott. | 6-6             | Rossano-Salinis           | 3-5           | 18 gen.       |
| 19 ott. | riposa: Potenza |                           |               | 18 gen.       |

| andata  | andata                   | 4ª giornata          | ritorno (17ª) | ritorno (17ª) |
|         |                          |                      |               |               |
| 26 ott. | 4-3                      | Fabrizio-Augusta     | 4-2           | 25 gen.       |
| 26 ott. | 7-3                      | Latina-Catania       | 4-4           | 25 gen.       |
| 26 ott. | 1-2                      | Orte-Fuente Lucera   | 2-3           | 25 gen.       |
| 26 ott. | 4-3                      | Potenza-Rossano      | 0-3           | 25 gen.       |
| 26 ott. | 3-6                      | RomaTorrino-Aesernia | 2-3           | 25 gen.       |
| 26 ott. | 6-4                      | Salinis-Acireale     | 2-9           | 25 gen.       |
| 26 ott. | riposa: Libertas Eraclea |                      |               | 25 gen.       |

| andata  | andata          | 3ª giornata               | ritorno (16ª) | ritorno (16ª) |
|         |                 |                           |               |               |
| 19 ott. | 4-5             | Acireale-Latina           | 2-8           | 18 gen.       |
| 19 ott. | 3-4             | Aesernia-Fabrizio         | 0-4           | 18 gen.       |
| 19 ott. | 3-6             | Catania-Orte              | 1-6           | 18 gen.       |
| 19 ott. | 3-0             | Fuente Lucera-RomaTorrino | 4-5           | 18 gen.       |
| 19 ott. | 8-4             | Libertas Eraclea-Augusta  | 3-3           | 18 gen.       |
| 19 ott. | 6-6             | Rossano-Salinis           | 3-5           | 18 gen.       |
| 19 ott. | riposa: Potenza |                           |               | 18 gen.       |

| andata  | andata                   | 4ª giornata          | ritorno (17ª) | ritorno (17ª) |
|         |                          |                      |               |               |
| 26 ott. | 4-3                      | Fabrizio-Augusta     | 4-2           | 25 gen.       |
| 26 ott. | 7-3                      | Latina-Catania       | 4-4           | 25 gen.       |
| 26 ott. | 1-2                      | Orte-Fuente Lucera   | 2-3           | 25 gen.       |
| 26 ott. | 4-3                      | Potenza-Rossano      | 0-3           | 25 gen.       |
| 26 ott. | 3-6                      | RomaTorrino-Aesernia | 2-3           | 25 gen.       |
| 26 ott. | 6-4                      | Salinis-Acireale     | 2-9           | 25 gen.       |
| 26 ott. | riposa: Libertas Eraclea |                      |               | 25 gen.       |

| andata | andata          | 5ª giornata               | ritorno (18ª) | ritorno (18ª) |
|        |                 |                           |               |               |
| 2 nov. | 4-5             | Acireale-Potenza          | 3-2           | 1º feb.       |
| 2 nov. | 1-2             | Aesernia-Orte             | 1-7           | 1º feb.       |
| 2 nov. | 5-6             | Augusta-RomaTorrino       | 5-2           | 1º feb.       |
| 2 nov. | 4-9             | Catania-Salinis           | 6-5           | 1º feb.       |
| 2 nov. | 0-2             | Fuente Lucera-Latina      | 1-3           | 1º feb.       |
| 2 nov. | 1-2             | Libertas Eraclea-Fabrizio | 2-6           | 1º feb.       |
| 2 nov. | riposa: Rossano |                           |               | 1º feb.       |

| andata | andata           | 6ª giornata              | ritorno (19ª) | ritorno (19ª) |
|        |                  |                          |               |               |
| 9 nov. | 6-3              | Latina-Aesernia          | 5-0           | 15 feb.       |
| 9 nov. | 6-1              | Orte-Augusta             | 4-3           | 15 feb.       |
| 9 nov. | 4-3              | Potenza-Catania          | 2-8           | 15 feb.       |
| 9 nov. | 0-2              | RomaTorrino-Fabrizio     | 2-7           | 15 feb.       |
| 9 nov. | 5-2              | Rossano-Libertas Eraclea | 1-6           | 15 feb.       |
| 9 nov. | 5-2              | Salinis-Fuente Lucera    | 1-5           | 15 feb.       |
| 9 nov. | riposa: Acireale |                          |               | 15 feb.       |

| andata | andata          | 5ª giornata               | ritorno (18ª) | ritorno (18ª) |
|        |                 |                           |               |               |
| 2 nov. | 4-5             | Acireale-Potenza          | 3-2           | 1º feb.       |
| 2 nov. | 1-2             | Aesernia-Orte             | 1-7           | 1º feb.       |
| 2 nov. | 5-6             | Augusta-RomaTorrino       | 5-2           | 1º feb.       |
| 2 nov. | 4-9             | Catania-Salinis           | 6-5           | 1º feb.       |
| 2 nov. | 0-2             | Fuente Lucera-Latina      | 1-3           | 1º feb.       |
| 2 nov. | 1-2             | Libertas Eraclea-Fabrizio | 2-6           | 1º feb.       |
| 2 nov. | riposa: Rossano |                           |               | 1º feb.       |

| andata | andata           | 6ª giornata              | ritorno (19ª) | ritorno (19ª) |
|        |                  |                          |               |               |
| 9 nov. | 6-3              | Latina-Aesernia          | 5-0           | 15 feb.       |
| 9 nov. | 6-1              | Orte-Augusta             | 4-3           | 15 feb.       |
| 9 nov. | 4-3              | Potenza-Catania          | 2-8           | 15 feb.       |
| 9 nov. | 0-2              | RomaTorrino-Fabrizio     | 2-7           | 15 feb.       |
| 9 nov. | 5-2              | Rossano-Libertas Eraclea | 1-6           | 15 feb.       |
| 9 nov. | 5-2              | Salinis-Fuente Lucera    | 1-5           | 15 feb.       |
| 9 nov. | riposa: Acireale |                          |               | 15 feb.       |

| andata  | andata          | 7ª giornata                  | ritorno (20ª) | ritorno (20ª) |
|         |                 |                              |               |               |
| 16 nov. | 5-5             | Acireale-Rossano             | 0-4           | 22 feb.       |
| 16 nov. | 3-4             | Augusta-Latina               | 3-5           | 22 feb.       |
| 16 nov. | 6-3             | Fabrizio-Orte                | 8-3           | 22 feb.       |
| 16 nov. | 4-1             | Fuente Lucera-Potenza        | 7-2           | 22 feb.       |
| 16 nov. | 5-1             | Libertas Eraclea-RomaTorrino | 3-5           | 22 feb.       |
| 16 nov. | 6-1             | Aesernia-Salinis             | 6-6           | 23 feb.       |
| 16 nov. | riposa: Catania |                              |               | 23 feb.       |

| andata  | andata                | 8ª giornata               | ritorno (21ª) | ritorno (21ª) |
|         |                       |                           |               |               |
| 23 nov. | 8-1                   | Acireale-Libertas Eraclea | 10-3          | 1º mar.       |
| 23 nov. | 6-2                   | Latina-Fabrizio           | 5-1           | 1º mar.       |
| 23 nov. | 3-2                   | Orte-RomaTorrino          | 5-3           | 1º mar.       |
| 23 nov. | 1-2                   | Potenza-Aesernia          | 2-1           | 1º mar.       |
| 23 nov. | 4-2                   | Rossano-Catania           | 2-4           | 1º mar.       |
| 23 nov. | 0-6                   | Salinis-Augusta           | 8-7           | 1º mar.       |
| 23 nov. | riposa: Fuente Lucera |                           |               | 1º mar.       |

| andata  | andata          | 7ª giornata                  | ritorno (20ª) | ritorno (20ª) |
|         |                 |                              |               |               |
| 16 nov. | 5-5             | Acireale-Rossano             | 0-4           | 22 feb.       |
| 16 nov. | 3-4             | Augusta-Latina               | 3-5           | 22 feb.       |
| 16 nov. | 6-3             | Fabrizio-Orte                | 8-3           | 22 feb.       |
| 16 nov. | 4-1             | Fuente Lucera-Potenza        | 7-2           | 22 feb.       |
| 16 nov. | 5-1             | Libertas Eraclea-RomaTorrino | 3-5           | 22 feb.       |
| 16 nov. | 6-1             | Aesernia-Salinis             | 6-6           | 23 feb.       |
| 16 nov. | riposa: Catania |                              |               | 23 feb.       |

| andata  | andata                | 8ª giornata               | ritorno (21ª) | ritorno (21ª) |
|         |                       |                           |               |               |
| 23 nov. | 8-1                   | Acireale-Libertas Eraclea | 10-3          | 1º mar.       |
| 23 nov. | 6-2                   | Latina-Fabrizio           | 5-1           | 1º mar.       |
| 23 nov. | 3-2                   | Orte-RomaTorrino          | 5-3           | 1º mar.       |
| 23 nov. | 1-2                   | Potenza-Aesernia          | 2-1           | 1º mar.       |
| 23 nov. | 4-2                   | Rossano-Catania           | 2-4           | 1º mar.       |
| 23 nov. | 0-6                   | Salinis-Augusta           | 8-7           | 1º mar.       |
| 23 nov. | riposa: Fuente Lucera |                           |               | 1º mar.       |

| andata  | andata           | 9ª giornata           | ritorno (22ª) | ritorno (22ª) |
|         |                  |                       |               |               |
| 30 nov. | 6-1              | Catania-Acireale      | 4-1           | 8 mar.        |
| 30 nov. | 6-4              | Augusta-Potenza       | 8-5           | 15 mar.       |
| 30 nov. | 6-2              | Fabrizio-Salinis      | 9-0           | 15 mar.       |
| 30 nov. | 2-1              | Fuente Lucera-Rossano | 5-5           | 15 mar.       |
| 30 nov. | 1-3              | Libertas Eraclea-Orte | 2-5           | 15 mar.       |
| 30 nov. | 6-9              | RomaTorrino-Latina    | 3-6           | 15 mar.       |
| 30 nov. | riposa: Aesernia |                       |               | 15 mar.       |

| andata | andata          | 10ª giornata             | ritorno (23ª) | ritorno (23ª) |
|        |                 |                          |               |               |
| 7 dic. | 6-2             | Acireale-Fuente Lucera   | 4-4           | 22 mar.       |
| 7 dic. | 7-3             | Catania-Libertas Eraclea | 4-3           | 22 mar.       |
| 7 dic. | 3-3             | Latina-Orte              | 1-8           | 22 mar.       |
| 7 dic. | 2-4             | Potenza-Fabrizio         | 1-6           | 22 mar.       |
| 7 dic. | 3-3             | Rossano-Aesernia         | 2-2           | 22 mar.       |
| 7 dic. | 4-3             | Salinis-RomaTorrino      | 4-8           | 22 mar.       |
| 7 dic. | riposa: Augusta |                          |               | 22 mar.       |

| andata  | andata           | 9ª giornata           | ritorno (22ª) | ritorno (22ª) |
|         |                  |                       |               |               |
| 30 nov. | 6-1              | Catania-Acireale      | 4-1           | 8 mar.        |
| 30 nov. | 6-4              | Augusta-Potenza       | 8-5           | 15 mar.       |
| 30 nov. | 6-2              | Fabrizio-Salinis      | 9-0           | 15 mar.       |
| 30 nov. | 2-1              | Fuente Lucera-Rossano | 5-5           | 15 mar.       |
| 30 nov. | 1-3              | Libertas Eraclea-Orte | 2-5           | 15 mar.       |
| 30 nov. | 6-9              | RomaTorrino-Latina    | 3-6           | 15 mar.       |
| 30 nov. | riposa: Aesernia |                       |               | 15 mar.       |

| andata | andata          | 10ª giornata             | ritorno (23ª) | ritorno (23ª) |
|        |                 |                          |               |               |
| 7 dic. | 6-2             | Acireale-Fuente Lucera   | 4-4           | 22 mar.       |
| 7 dic. | 7-3             | Catania-Libertas Eraclea | 4-3           | 22 mar.       |
| 7 dic. | 3-3             | Latina-Orte              | 1-8           | 22 mar.       |
| 7 dic. | 2-4             | Potenza-Fabrizio         | 1-6           | 22 mar.       |
| 7 dic. | 3-3             | Rossano-Aesernia         | 2-2           | 22 mar.       |
| 7 dic. | 4-3             | Salinis-RomaTorrino      | 4-8           | 22 mar.       |
| 7 dic. | riposa: Augusta |                          |               | 22 mar.       |

| andata  | andata           | 11ª giornata            | ritorno (24ª) | ritorno (24ª) |
|         |                  |                         |               |               |
| 14 dic. | 4-6              | Aesernia-Acireale       | 6-5           | 29 mar.       |
| 14 dic. | 4-3              | Augusta-Rossano         | 1-5           | 29 mar.       |
| 14 dic. | 7-4              | Fuente Lucera-Catania   | 4-5           | 29 mar.       |
| 14 dic. | 0-6              | Libertas Eraclea-Latina | 4-8           | 29 mar.       |
| 14 dic. | 7-1              | Orte-Salinis            | 5-3           | 29 mar.       |
| 14 dic. | 4-3              | RomaTorrino-Potenza     | 7-5           | 29 mar.       |
| 14 dic. | riposa: Fabrizio |                         |               | 29 mar.       |

| andata  | andata              | 12ª giornata                   | ritorno (25ª) | ritorno (25ª) |
|         |                     |                                |               |               |
| 21 dic. | 7-0                 | Acireale-Augusta               | 3-6           | 5 apr.        |
| 21 dic. | 6-1                 | Catania-Aesernia               | 9-2           | 5 apr.        |
| 21 dic. | 2-2                 | Fuente Lucera-Libertas Eraclea | 3-3           | 5 apr.        |
| 21 dic. | 3-10                | Potenza-Orte                   | 6-7           | 5 apr.        |
| 21 dic. | 1-1                 | Rossano-Fabrizio               | 3-7           | 5 apr.        |
| 21 dic. | 2-7                 | Salinis-Latina                 | 1-7           | 5 apr.        |
| 21 dic. | riposa: RomaTorrino |                                |               | 5 apr.        |

| andata  | andata           | 11ª giornata            | ritorno (24ª) | ritorno (24ª) |
|         |                  |                         |               |               |
| 14 dic. | 4-6              | Aesernia-Acireale       | 6-5           | 29 mar.       |
| 14 dic. | 4-3              | Augusta-Rossano         | 1-5           | 29 mar.       |
| 14 dic. | 7-4              | Fuente Lucera-Catania   | 4-5           | 29 mar.       |
| 14 dic. | 0-6              | Libertas Eraclea-Latina | 4-8           | 29 mar.       |
| 14 dic. | 7-1              | Orte-Salinis            | 5-3           | 29 mar.       |
| 14 dic. | 4-3              | RomaTorrino-Potenza     | 7-5           | 29 mar.       |
| 14 dic. | riposa: Fabrizio |                         |               | 29 mar.       |

| andata  | andata              | 12ª giornata                   | ritorno (25ª) | ritorno (25ª) |
|         |                     |                                |               |               |
| 21 dic. | 7-0                 | Acireale-Augusta               | 3-6           | 5 apr.        |
| 21 dic. | 6-1                 | Catania-Aesernia               | 9-2           | 5 apr.        |
| 21 dic. | 2-2                 | Fuente Lucera-Libertas Eraclea | 3-3           | 5 apr.        |
| 21 dic. | 3-10                | Potenza-Orte                   | 6-7           | 5 apr.        |
| 21 dic. | 1-1                 | Rossano-Fabrizio               | 3-7           | 5 apr.        |
| 21 dic. | 2-7                 | Salinis-Latina                 | 1-7           | 5 apr.        |
| 21 dic. | riposa: RomaTorrino |                                |               | 5 apr.        |

| \| andata \| andata \| 13ª giornata \| ritorno (26ª) \| ritorno (26ª) \| \| \| \| \| \| \| \| 28 dic. \| 3-3 \| Aesernia-Fuente Lucera \| 2-3 \| 12 apr. \| \| 28 dic. \| 2-5 \| Augusta-Catania \| 4-3 \| 12 apr. \| \| 28 dic. \| 6-1 \| Fabrizio-Acireale \| 6-7 \| 12 apr. \| \| 28 dic. \| 9-2 \| Latina-Potenza \| 9-0 \| 12 apr. \| \| 28 dic. \| 3-3 \| Libertas Eraclea-Salinis \| 5-5 \| 12 apr. \| \| 28 dic. \| 3-4 \| RomaTorrino-Rossano \| 2-2 \| 12 apr. \| \| 28 dic. \| riposa: Orte \| \| \| 12 apr. \| |              |                          |               |               |
| andata | andata       | 13ª giornata             | ritorno (26ª) | ritorno (26ª) |
| |              |                          |               |               |
| 28 dic. | 3-3          | Aesernia-Fuente Lucera   | 2-3           | 12 apr.       |
| 28 dic. | 2-5          | Augusta-Catania          | 4-3           | 12 apr.       |
| 28 dic. | 6-1          | Fabrizio-Acireale        | 6-7           | 12 apr.       |
| 28 dic. | 9-2          | Latina-Potenza           | 9-0           | 12 apr.       |
| 28 dic. | 3-3          | Libertas Eraclea-Salinis | 5-5           | 12 apr.       |
| 28 dic. | 3-4          | RomaTorrino-Rossano      | 2-2           | 12 apr.       |
| 28 dic. | riposa: Orte |                          |               | 12 apr.       |

| andata  | andata       | 13ª giornata             | ritorno (26ª) | ritorno (26ª) |
|         |              |                          |               |               |
| 28 dic. | 3-3          | Aesernia-Fuente Lucera   | 2-3           | 12 apr.       |
| 28 dic. | 2-5          | Augusta-Catania          | 4-3           | 12 apr.       |
| 28 dic. | 6-1          | Fabrizio-Acireale        | 6-7           | 12 apr.       |
| 28 dic. | 9-2          | Latina-Potenza           | 9-0           | 12 apr.       |
| 28 dic. | 3-3          | Libertas Eraclea-Salinis | 5-5           | 12 apr.       |
| 28 dic. | 3-4          | RomaTorrino-Rossano      | 2-2           | 12 apr.       |
| 28 dic. | riposa: Orte |                          |               | 12 apr.       |

## Play-off

### Formula
Gli incontri sono disputati con gare di andata e ritorno. L'incontro di ritorno sarà effettuato in casa della squadra meglio classificata nella “Stagione Regolare”. Al termine degli incontri saranno dichiarate vincenti le squadre che nelle due partite (di andata e di ritorno) avranno ottenuto il maggior punteggio ovvero a parità di punteggio le squadre che avranno realizzato il maggior numero di reti. Nel caso di parità gli arbitri della gara di ritorno faranno disputare due tempi supplementari di 5 minuti ciascuno. Qualora anche al termine di questi le squadre fossero in parità, nei quarti di finale e in semifinale sarà considerata vincente la squadra in migliore posizione di classifica al termine della “Stagione Regolare”, mentre in finale si proseguirà con l'effettuazione dei tiri di rigore.

### Tabellone
|  | Quarti di finale | Quarti di finale | Quarti di finale | Quarti di finale | Quarti di finale |  |  | Semifinali | Semifinali | Semifinali | Semifinali | Semifinali |   |   | Finale | Finale | Finale | Finale | Finale |  |
|  |                  |                  |                  |                  |                  |  |  |            |            |            |            |            |   |   |        |        |        |        |        |  |
|  | Cagliari         | Cagliari         | 5                | 4                | 9                |  |  |            |            |            |            |            |   |   |        |        |        |        |        |  |
|  | PesaroFano       | PesaroFano       | 3                | 4                | 7                |  |  | Cagliari   | Cagliari   | 0          | 3          | 3          |   |   |        |        |        |        |        |  |
|  | Forlì            | Forlì            | 0                | 0                | 0                |  |  | Sestu      | Sestu      | 4          | 6          | 10         |   |   |        |        |        |        |        |  |
|  | Sestu            | Sestu            | 2                | 5                | 7                |  |  |            |            |            |            |            |   |   | Sestu  | Sestu  | 1      | 7      | 8      |  |
|  | Fuente           | Fuente           | 1                | 4                | 5                |  |  |            |            | Orte       | Orte       | 3          | 4 | 7 |        |        |        |        |        |  |
|  | Orte             | Orte             | 4                | 6                | 10               |  |  | Orte       | Orte       | 3          | 2          | 5          |   |   |        |        |        |        |        |  |
|  | Catania Librino  | Catania Librino  | 2                | 4                | 6                |  |  | Fabrizio   | Fabrizio   | 1          | 1          | 2          |   |   |        |        |        |        |        |  |
|  | Fabrizio         | Fabrizio         | 2                | 5                | 7                |  |  |            |            |            |            |            |   |   |        |        |        |        |        |  |

### Risultati

#### Quarti di finale

##### Andata[13]
|                 | Risultati |            | Luogo e data             |  |
| --------------- | --------- | ---------- | ------------------------ |  |
| Cagliari        | 5-3 (2-2) | PesaroFano | Cagliari, 26 aprile 2014 |  |
| Forlì           | 0-2 (0-1) | Sestu      | Meldola, 26 aprile 2014  |  |
| Fuente          | 1-4 (1-2) | Orte       | Lucera, 26 aprile 2014   |  |
| Catania Librino | 2-2 (1-1) | Fabrizio   | Catania, 26 aprile 2014  |  |

##### Ritorno[14]
|            | Risultati |                 | Luogo e data                       |  |
| ---------- | --------- | --------------- | ---------------------------------- |  |
| PesaroFano | 4-4 (1-1) | Cagliari        | Pesaro, 29 aprile 2014             |  |
| Sestu      | 5-0 (3-0) | Forlì           | Sestu, 29 aprile 2014              |  |
| Orte       | 6-4 (2-2) | Fuente          | Orte, 29 aprile 2014               |  |
| Fabrizio   | 5-4 (1-2) | Catania Librino | Corigliano Calabro, 29 aprile 2014 |  |

#### Semifinali

##### Andata[15]
|          | Risultati |          | Luogo e data            |  |
| -------- | --------- | -------- | ----------------------- |  |
| Cagliari | 0-4 (0-1) | Sestu    | Cagliari, 6 maggio 2014 |  |
| Orte     | 3-1 (0-0) | Fabrizio | Orte, 6 maggio 2014     |  |

##### Ritorno[16]
|          | Risultati |          | Luogo e data                       |  |
| -------- | --------- | -------- | ---------------------------------- |  |
| Sestu    | 6-3 (2-3) | Cagliari | Sestu, 10 maggio 2014              |  |
| Fabrizio | 1-2 (1-0) | Orte     | Corigliano Calabro, 10 maggio 2014 |  |

#### Finale

##### Andata[17]
|      | Risultati |       | Luogo e data         |  |
| ---- | --------- | ----- | -------------------- |  |
| Orte | 3-1 (1-0) | Sestu | Orte, 17 maggio 2014 |  |

##### Ritorno[18]
|       | Risultati |      | Luogo e data          |  |
| ----- | --------- | ---- | --------------------- |  |
| Sestu | 8-4 (2-3) | Orte | Sestu, 24 maggio 2014 |  |

## Play-out
In entrambi i gironi si scontreranno l'undicesima e la dodicesima classificata al termine del campionato: a quest'ultima potranno bastare anche due pareggi per mantenere la categoria, in virtù del miglior piazzamento ottenuto al termine della stagione regolare.

### Andata[19][20]
|                | Risultati |              | Data                      |  |
| -------------- | --------- | ------------ | ------------------------- |  |
| Toniolo Milano | 5-4 (3-1) | Tridentina   | Cornaredo, 24 aprile 2014 |  |
| Augusta        | 4-0 (2-0) | Roma Torrino | Augusta, 29 aprile 2014   |  |

### Ritorno[21]
|              | Risultati |         | Luogo e Data             |  |
| ------------ | --------- | ------- | ------------------------ |  |
| Tridentina   | 7-2 (3-0) | Milano  | Besenello, 3 maggio 2014 |  |
| Roma Torrino | 4-4 (2-2) | Augusta | Roma, 3 maggio 2014      |  |